# MTV Video Music Award – teledysk w formie długiej
Poniższa lista przedstawia kolejnych zwycięzców nagrody MTV Video Music Awards w kategorii Best Long Form Video. Ta nagroda została wręczona trzykrotnie, w 1991, 2016 i 2022 roku.
| Rok  | Wykonawca       | Piosenka                     |
| ---- | --------------- | ---------------------------- |
| 1991 | Madonna         | Immaculate Collection        |
| 2016 | Beyoncé Knowles | Lemonade                     |
| 2022 | Taylor Swift    | All Too Well: The Short Film |